# Стационе (Пистоја)
Стационе је насеље у Италији у округу Пистоја, региону Тоскана.
Према процени из 2011. у насељу је живело 1960 становника. Насеље се налази на надморској висини од 57 м.